# هوندا كروسرونر
هوندا كروسرونر (بالإنجليزية: Honda Crossrunner)‏ هي دراجة نارية من تصنيع شركة هوندا.